# Polimorfizm (genetyka)
Polimorfizm (wielopostaciowość z gr. πολυ „wiele” i μορφή „kształt, postać”) – w genetyce oznacza występowanie różnic w DNA populacji. Polimorfizmem nie określa się jednak zmian rzadkich. Kryterium zaliczenia do tej kategorii jest, aby dana zmiana była zbyt częsta, by można było mówić o mutacji.
Polimorfizm można podzielić na:
- SNP (ang. Single Nucleotide Polymorphism) – polimorfizm pojedynczego nukleotydu;
- polimorfizm sekwencji mini- i mikrosatelitarnych.

Polimorfizm może odnosić się do sekwencji kodujących lub niekodujących.
Polimorfizm genowy oznacza występowanie różnorodnych odmian danego genu, co w konsekwencji może prowadzić do różnic w budowie i działaniu białka kodowanego przez ten gen. Przykładem jest podatność na działanie alkoholu etylowego wśród rasy azjatyckiej, związana z różnicą w budowie enzymu dehydrogenazy alkoholowej. Natomiast zmiany w sekwencjach niekodujących mogą prowadzić do zmiany ekspresji białek.
Zjawisko polimorfizmu pojedynczych nukleotydów wykorzystuje się w technice RFLP (ang. Restriction Fragments Length Polymorphism).